# شهرستان یوچنگ
شهرستان یوچنگ (به لاتین: Yucheng County) یک شهرستان‌های جمهوری خلق چین در چین است که در شانگکیو واقع شده‌است.
 شهرستان یوچنگ ۱٬۵۵۸ کیلومتر مربع مساحت و ۱٬۰۸۰٬۰۰۰ نفر جمعیت دارد.